# アジア経済研究所

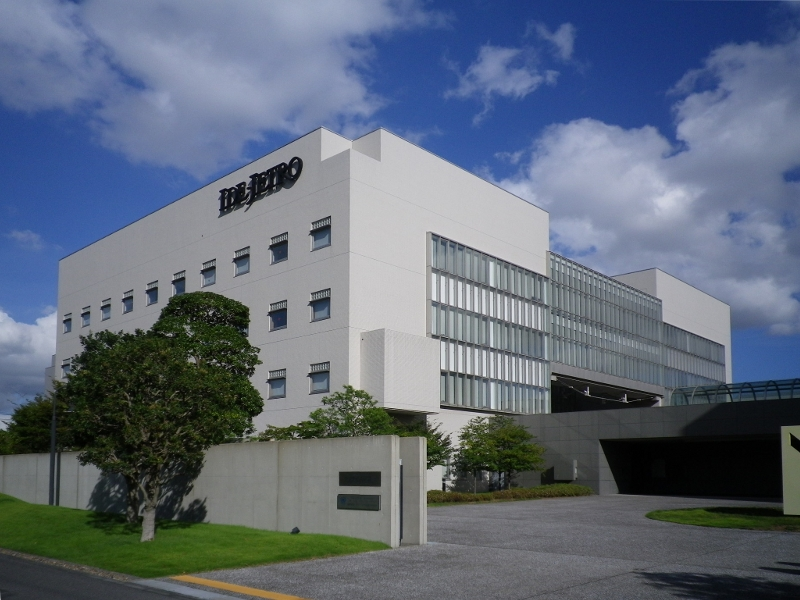
アジア経済研究所

アジア経済研究所（アジアけいざいけんきゅうじょ、英語: Institute of Developing Economies）は、千葉県千葉市美浜区にある独立行政法人日本貿易振興機構（ジェトロ）の研究所。通称アジ研。アジアおよび発展途上国に関する社会科学の研究、途上国開発、貧困削減のための政策研究、およびこれらの研究成果の出版を行ってもいる。現在の所長は木村福成。

## 概要
約150名前後の研究者を擁し、社会科学系の研究機関としては国内最大級とされる。主な研究分野は、アジアやアフリカ、ラテンアメリカ、中東・CISなどの地域研究および、開発研究である。統計資料・データベースの整備も行われ、これを応用した研究や分析も行われている。日本語名称と英語名称が食い違うのは、当初アジアのみを研究対象と想定していたが、後にこれを他の途上国にも拡大したためである。設置法の改正に手間がかかるため、日本語名称の変更は見送られたままになった。
設立や特殊法人化には、当時の岸信介内閣総理大臣など旧満鉄関係者も関わった。そのため、アジ研のモデルは旧満鉄調査部にあるとも言われる。具体的には、研究者による研究対象国・地域の現地語の習得や、海外での現地調査、現地資料収集を重視している点である。ただし、ジェトロと統合した影響もあり、近年では自由貿易協定（FTA）や経済統合に関する研究が重点研究課題とされるなど、政策研究に近いテーマも扱われている。

## 沿革
- 1958年：財団法人アジア経済研究所設立。初代所長は東畑精一、理事長に小林中（日本開発銀行総裁）。
- 1960年：通商産業省（現：経済産業省）所管の特殊法人アジア経済研究所設立。機関誌『アジア経済』創刊。
- 1963年：東京都新宿区市谷本村町に経済協力センタービル竣工、移転。
- 1990年：開発スクール（IDEAS）を設置。
- 1998年：通商産業省所管の特殊法人日本貿易振興会（現：日本貿易振興機構）と統合。
- 1999年：千葉県千葉市幕張新都心地区に移転（旧庁舎は中央大学が購入）。

### 設立の経緯
先行するアジア地域研究機関であったアジア問題調査会の藤崎信幸・板垣与一・川野重任・原覺天らが、1957年8月、当時の岸首相に「国によるアジア研究機関の設置」を進言したことから、財・官・学界からなる設置準備会が発足した（1958年7月）。この結果、アジ研は通産省単独管轄の財団法人として設立された。当時の所在地は大手町にあった。
設立当初のアジ研は、アジア問題調査会からの人脈的連続が顕著であり、資金の多くを経団連に依存（1961年まで出資金の28％を分担）していた。通産省も欧州統合による貿易ブロック化を懸念し、アジアなど開発途上国との貿易拡大が日本の針路として重大であるとの理由から、こうした地域の資料収集と情勢分析を行うことを重要視し、アジ研に補助金や研究委託費を与えた。こうした事情から、アジ研には政策策定のためのシンクタンクとしての役割が期待され、その研究テーマも経済開発や経済発展に関する分野に集中していたとされる。

### 特殊法人への改組
通産省はアジ研の活動を長期的なものとしつつ拡大するため、1960年に同省所轄の特殊法人としてアジ研を改組させた。1961年には経済協力センタービル（現・中央大学市ヶ谷キャンパス）が着工され、1963年に完成するとそこを庁舎とした。1960年代中頃から次第にアジア問題調査会の影響が払拭され、東畑精一所長のもと、アジア諸国の実態とダイナミズムを理解するための現地調査が重視されるようになり、同時に欧米諸国でなく発展途上国への若手研究者の長期派遣・滞在を中核事業の一つとするようになった。こうして、次第に「基礎研究」の名の下、より学術的な研究活動を志向するようになった。
当時は、大学においてもアジアや開発途上国に関する研究や研究者の養成が十分には行われてこなかった。そのため、アジ研は日本の途上国研究における中核的な機関とされた。その後、大学においても途上国に関する講座が開設されるようになったが、その際に大学側にとって、アジ研から担当教員を引き抜くことがしばしば行われた（#研究者と人材流出の項を参照）。アフリカ研究など一般的にマイナーとされる地域については、アジ研出身者が学会の3分の1を占めるとも言われる。

### ジェトロとの統合と幕張移転
1998年7月、アジ研はジェトロに統合された。これに引き続き、99年12月に現在の海浜幕張へ移転した。従来、アジ研の研究成果を出版してきたアジア経済出版会は独立した組織であったが、これを機にアジ研の中に取り込まれた。
ジェトロは貿易や投資などビジネス支援が主な業務であり、アジ研とは必ずしも業務の性格が一致しないため、特殊法人削減という目標を達成するだけの数合わせだとの批判もある。アジア政経学会がジェトロとの統合に反対運動を展開するなど、学会からの反発も見られた。
幕張移転についても、アジ研内部からの反対が多かったが、結果的にジェトロ本部と距離が離れ、統合の影響を最小限に食い止めたと側面もある。一方、アジ研図書館の利用者側には、都心回帰を求める声が多いため、ジェトロ東京本部（六本木一丁目）ビジネスライブラリーに、アジ研の司書職と一部出版物を配置したサテライトを設けたが、図書資料は予約制であり利便性の低下は否めない。

## 組織構成

### 役員など
ジェトロとの統合前は、組織の長として会長がいたが、現在はジェトロ理事長がこれにあたる。
その下に所長ポストが設けられているが、大学教授などプロパー以外の学者が就任するのが慣例である。ただし、官界出身者が所長に就任したこともある。山澤逸平所長（1999 - 2003年）まで、所長は役員を兼ねていたが、藤田昌久所長（2003 - 2007年）以降は非常勤扱いとなり、理事（役員）ではなくなった。
ほかにジェトロ理事のうち、2 - 3人がアジ研担当とされ、アジ研プロパーもしくは経産省出身者が就任している。ただし、現在は独立行政法人改革の影響から役員の数が減らされる傾向にあり、アジ研でも徐々に減らされ、現在は1名のみとなっている（定員は特にない）。

### 研究センター
研究部門は、3研究センターからなる。
地域研究センターは、名称の通り、地域研究を主に扱う。『アジア動向年報』(年鑑)や『現代の中東』『ラテンアメリカレポート』『アフリカレポート』の編集も行っている。開発センターは、開発研究のほか、統計の整備なども担っている。新領域センターは、先の2研究センターに分類しきれない分野を行う研究グループが配置されている。研究活動は、一部を除き、外部研究者を含む複数人で構成される「研究会」を単位に行われる。これらの最終成果は、査読にかけられ、これに合格すれば出版される。

### 図書館
こうした研究分野に重なる資料を収集し、公開するための専門図書館も併設されている。日本語・英語文献のほか、現地語文献(中国語・朝鮮語・アラビア語など)および統計資料のコレクションが充実している。ただし、雑誌など定期刊行物のコレクションはやや不足気味である。一部の国については多くの定期刊行物を収集しているが、配架が遅れ気味である。ネット上からの蔵書検索(OPAC)では、所蔵定期刊行物に掲載された論文や記事を検索する事も可能。将来的には、『アジア動向年報』の電子化や機関リポジトリを中心とした電子図書館の構築も目指している。未成年者も入館可能だが、小学生以下は保護者の同伴が条件である。

### 開発スクール(開発研修室)
国際開発・援助関係の専門家を養成する1年制の「アジア経済研究所開発スクール」（IDEAS）も設立されている。学生は、海外からの受入れと、一般募集した日本人から構成される。授業は全て英語で行われ、日本人学生は課程終了後、原則として海外の大学院(修士課程)へ進学することになっている。入学資格は大学卒業者（修了後大学院進学を前提とするため）。以前は入学に年齢制限があったが（35歳未満）、現在は無くなっている。学費は30万円前後（入学金無し、教材費込み）。

### 事務部門
この他に事務部門として、研究企画部(事務局)と研究支援部(出版や海外交流などを担当)がある。

### 海外拠点
かつては香港に研究センターを置いていたが、現在はタイ王国の首都バンコク1箇所のみである。このバンコク研究センターも研究員はほとんど駐在していなかった。現在は、ERIA支援のためスタッフが拡充されているが、アジ研独自の研究活動を行っているわけではない。アジ研の主な海外活動は研究者の在外研究や出張であるため、こうした海外拠点を持つ必要が高くないようである。

## ERIA
ERIAとは、「東アジア・ASEAN経済研究センター、英語: Economic Research Institute for ASEAN and East Asia」の略称。東アジア経済統合推進を目的として、地域の課題分析、政策の立案および提言を行う新たな国際的な研究機関である。2007年11月の第3回東アジアサミット議長声明等を受け、2008年6月3日には、東南アジア諸国連合事務局（ジャカルタ）において、ERIA設立総会が開催され、正式に設立された。
ERIAは、「東アジア経済統合の推進」「域内経済発展格差の是正」「持続的な成長の実現」を主要な政策分野として掲げ、各種政策研究プロジェクトを立ち上げて、その成果を東アジアサミット等の場を活用して各国首脳・閣僚を含む政策当局者に提言し、政策の実現を促していく。途上国の政策研究能力向上を目的としたキャパシティビルディング事業や、研究内容の普及と関係者の意見交換を目的に、各国において随時シンポジウム・セミナーを実施する。
アジ研は、正式設立前の2007年度から、ERIA設立に向けた「仮事務局」として、研究事業、キャパビル事業、シンポジウム事業を先行的に実施した。研究事業については「東アジア経済統合に向けたロードマップ」および「東アジア地域のエネルギー安全保障」に関するテストランプロジェクトを立ち上げ、「東アジア経済大臣会合」や「東アジアエネルギー大臣会合」等、そして「東アジアサミット」への進捗報告・成果報告を行った。

## 研究成果の出版
アジ研の中核事業は研究事業であるが、出版物の発行はその成果普及の手段として不可欠な事業である。原則としてアジ研内部の研究者による査読を通ることが研究成果出版の要件として課せられている。外部投稿を公開公募している『アジア経済』についても、アジ研の研究者および学界の研究者が査読を行い、学術水準について厳しいチェックを行っている。
アジ研が単独の特殊法人であった時代は、アジア経済出版会が独立組織として独立採算により行っていた。そのため、当時は査読をパスしても、予算上の制約により出版が断念され、『アジア経済』への論文に回されるというケースもしばしば存在した。現在では、独立行政法人に対する自己収入の増加という要求もあり、査読に通った研究成果を予算上の理由から没にすることはなくなった。ただし、日本国政府の目を気にして、役員が研究成果の出版を却下した事件も起こったことがある。
さらに、外部出版社を通した成果普及も行われるようになった。この場合、編著者名と並んで「企画：アジア経済研究所」との記載がある。研究叢書の一部を岩波書店から、英文叢書をPalgrave Macmillanから出している。このほか、日本評論社や明石書店から出ている出版物もある。上記の政治的理由により没にされた成果も最終的には、明石書店からの出版が許可されたが、当時は外部出版社からの出版が制度化されておらず、「企画：アジア経済研究所」の記載はない。

### シリーズ
- 研究双書
- アジ研選書
- アジアを見る眼 - 学生や社会人を想定読者として、発展途上地域に関してわかりやすく解説している。新書判。

## 研究者と人材流出
当初、アジアや途上国を専門とする研究者が大学では不足していたため、研究員の相当部分が大学へと引き抜かれていった。現在でも、一箇所に異なる分野、地域の専門家が集積している研究機関は少ない。やや落ち着いているものの、毎年数名の途中退職者が大学に転籍し続けている。その一方で、日本の大学や学会に途上国研究の人材を供給し続けてきたという側面もある。
こうした現象の原因としては、
1. 低い給与水準：給与水準が事務職やJETRO本部に比べて低い。
  - ラスパイレス指数による比較でも、事務職は対国家公務員比較で123.7、対他独法比較で114.7と割高である。ところが、研究職は89.3（対国家公務員）、88.1（対他独法）つまり10%以上もの割安なのである（以上、平成19年度）。この数値は年々下降しており、対国家公務員比では93.6（平成17年度）、91.3（平成18年度）であった。
  - さらに研究職は、50歳前後で昇給が頭打ちになり、その後は所得水準が下降してしまう。これは研究部門における管理職ポストの数が十分でないことや、業務ラインから外れたシニアの研究員に対する手当てが全くないことが背景にある[リンク切れ]。シニアの研究員には本人自身の研究や論文執筆の他、研究会の企画および統率や後輩の育成、研究成果の査読といった業務が要求されるが、これらは業務ラインと異なる形態で行われる。しかし、JETROの規定ではこうした形態の職務を評価する仕組みができておらず、「主任研究員」や「上席主任研究員」という呼称のみが与えられるにすぎない。
2. 研究上の問題：研究会方式が基本であるため、研究者自身の問題意識に基づく研究に制約が多い。
3. 職場環境の不備：学会費や文献購入費が支給されない。大学での非常勤講師などについては週1コマまでとされ、講演依頼も官公庁や地方自治から依頼された場合以外は有給休暇扱いになる。
4. 人事政策上の問題：事務部門の課長や部長には研究職ポストが存在する。近年はジェトロとの統合効果を求める声に応じて、ジェトロ本部や海外事務所、関連団体のジェトロポストがあてられる場合もある。しかし、研究者には研究環境を奪われるため、こうした人事を敬遠する傾向がある。

### 著名なOB・OG
- 青山弘之： アラブ地域研究、東京外国語大学教授
- 池内恵： イスラーム研究、東京大学先端科学技術研究センター准教授
- 石原享一： 中国経済、神戸大学名誉教授
- 岩崎育夫： シンガポール研究、拓殖大学教授
- 岡奈津子： 中央アジア研究
- 押川文子： インド史、京都大学名誉教授
- 加々美光行： 中国研究、愛知大学教授
- 鹿子木昇： 元所長、元大阪通産局長
- 嶋倉民生： 中国経済、愛知大学名誉教授
- 黒崎卓： 開発経済学（南アジア地域）、一橋大学経済研究所教授
- 児玉谷史朗： 国際開発論、アフリカ社会経済論、一橋大学大学院社会学研究科教授
- 小島麗逸： 中国経済研究、大東文化大学名誉教授
- 後藤乾一： 日本アジア関係史、早稲田大学大学院アジア太平洋研究科教授
- 酒井啓子： イラク研究、千葉大学教授
- 桜井雅夫： 国際経済法、元慶應義塾大学教授
- 清水学 - 中東研究、元一橋大学教授、ユーラシア・コンサルタント代表取締役
- 末廣昭： タイ研究、東京大学名誉教授
- 高橋昭雄： ミャンマー研究、東京大学教授
- 多田博一： アジア経済研究、大東文化大学名誉教授
- 田近栄治： 公共経済学、元一橋大学副学長
- 中兼和津次： 中国経済、東京大学名誉教授
- 服部民夫： 韓国研究、東京大学教授
- 原覚天： アジア経済、関東学院大学名誉教授
- 平島成望： 農業経済（南アジア地域）、元明治学院大学教授
- 細野昭雄： ラテンアメリカ研究、政策研究大学院大学教授
- 安田信之： アジア法、名古屋大学名誉教授
- 山澤逸平： 元所長、一橋大学名誉教授
- 矢吹晋： 中国研究、元横浜市立大学教授

## 参考資料
1. ↑  宮本 天「アジ研のジェトロ統合は知的財産の喪失」
2. ↑  アジア経済研究所の「同時多発テロ」状況分析レポートが検閲圧殺の憂き目に……
3. ↑  当該書籍の紹介ページ（明石書店ウェブサイト） Archived 2007年8月13日, at the Wayback Machine.